# Tatsurō Takimoto
Tatsurō Takimoto (jap. 滝本 逹朗, Takimoto Tatsurō; * 24. April 1931 in Tokio; † 8. Februar 1979) war ein japanischer Jazzmusiker (Kontrabass).
Tatsurō Takimoto war ab den 1950er-Jahren in der japanischen Jazzszene aktiv; erste Mitschnitte entstanden 1954, als er bei den Macambo Sessions im gleichnamigen Jazzclub in Yokohama mit Musikern wie Hampton Hawes, Sadao Watanabe, Akira Watanabe, Akitoshi Igarashi, Shotaro Moriyasu und Jun Shimizu spielte. 1956 gehörte er der vom Swing Journal zusammengestellten All-Star Band an; 1959/60 entstanden Aufnahmen mit dem New Direction Quintet (Album Modern Jazz Composer's Corner, mit Ryozo Sugiura, Shungo Sawada, Tadanori Nakamure, Kanji Harada, Kiyoshi Yamaya) und den Modern Jazz All Stars in Japan (Album Battle of Funky, Toshiba).
In den folgenden Jahren spielte Takimoto u. a. mit Hidehiko Matsumoto, Tetsuo Hayashi, Kōnosuke Saijō, Helen Merrill (In Tokyo, 1963), Sonny Rollins (Sonny Rollins Quintet Tokyo 1963, u. a. mit Tetsuo Fushimi), Norio Maeda, Tadayuki Harada und bei Takeshi Inomata & His West Liners. Im Bereich des Jazz listet ihn Tom Lord zwischen 1954 und 1969 bei 31 Aufnahmesessions. Er arbeitete außerdem mit den beiden Koto-Spielern Tadao und Kazue Sawai bei der Crossover-Produktion J.S. Bach Is Alive and Well and Doing His Thing on the Koto (RCA, mit Hozan Yamamoto, Sadanori Nakamure und Takeshi Inomata) zusammen.